# 内藤慎也
内藤 慎也（ないとう しんや、1962年5月13日 - ）は、高知県出身の作曲家、音楽家、音楽プロデューサーである。1988年に作曲家としてデビュー。2000年には音楽ユニット『largo』の一員・音楽家としての活動も開始している。2006年『KAZSIN』、2016年『Capriccio Project』結成。2019年『Capriccio Music Records』レーベル・プロデューサー就任。

## 来歴
1962年
高知県で生まれ、石川県金沢市で育つ。幼少期から洋楽ポップスに親しむ。
1988年
TBS系列テレビドラマ『疑惑の家族』の主題歌「RUNNER」（歌：詩子）で作曲家としてデビューした。詩子とは、以前からバンド仲間であった。
1989年
株式会社ゲンプランニングと契約する。笠原弘子、森川美穂、中山美穂などに楽曲を提供する。また、テレビコマーシャル、番組音楽制作を担当する。
1999年
香港のトップ・アイドル、ジジ・リョンの要請によりオリジナル・アルバム制作に参加する。アルバム表題曲「好特辰」が『香港最佳音楽選2000』に選ばれ、注目される。
2000年
詩子こと木田詩子と音楽ユニット『largo』を結成する。1st.シングル「new world～願い～」、2nd.シングル「心の庭」、1st.アルバム『a song』をリリースする。
2003年
株式会社エピキュラスと提携する。
2005年
TBS系テレビ情報・娯楽番組『日立 世界ふしぎ発見!』のオープニング・テーマ、ヤマハ発動機2005年度企業映画『Our Future,Your Smile』などのインストゥルメンタルでの作曲活動を開始する。
2006年
株式会社エピキュラスと契約する。映像音楽ユニット『KAZSIN』を石川一宏と結成する。以降、活動する。
2008年
音楽プロデューサーとして独立、フリーランスとして活動開始。
2015年
株式会社カプリチオ・ミュージック提携アーティスト。
2016年
音楽ユニット「カプリチオ・プロジェクト」を花崎雅芳と結成する。
2021年
ソロdebutデジタルシングル「COMMA,」をリリース。

### 事務所遍歴
所属事務所は、デビュー当初は株式会社ゲンプランニングで、2003年に株式会社エピキュラスに移籍後、08年よりフリー。15年より株式会社カプリチオ・ミュージック提携アーティスト。

## 音楽制作活動

### 楽曲提供
- ANANDA 「SIMPLEMENT」（2003年アルバム）
- Ah-Ya 「Lover's Island」（1993年アルバム）
- 石野真子「わたしの首領」「春ラ!ラ!ラ!」「Cinderella garden」「サンキューソング」「Dreaming Girl」「m7のLove Song」「ひまわり」
- 伊藤敏博 「風のアンビタシオン」（1994年シングル）
- 詩子 「RUNNER」（TBSドラマ『疑惑の家族』主題歌、1988年シングル）、「悲しみのHeavy Rain」（1990年シングル）、「遠い夏」（1991年シングル）、「Paradise in your Eyes」（1990年アルバム）
- 宇都美慶子「空に虹が浮かんでも」（NTVドラマ『刑事貴族』エンディングテーマ、1991年シングル）
- ELIKA 「終わりの無い夏」（1989年シングル）、「Classmate」「YOKOHAMA 0:00am」（1990年シングル）、「あなたのいた風景」（1991年シングル）、「素敵な関係」（1991年アルバム）
- 織田裕二 「a day」（1998年アルバム）
- かかずゆみ 「Soul TWINS」（PS2『新世紀GPXサイバーフォーミュラ Road to THE INFINITY』オープニングテーマソング、2004年アルバム）「Duet Stars」（PS2『新世紀GPXサイバーフォーミュラ Road to THE INFINITY』エンディングテーマソング、東海・HBC・KBCラジオ『サンライズラヂオG』エンディングテーマソング、2004年アルバム）
- 笠原弘子 「エスケイプ」「Good Morning Pie」「9月のためいき」「AIR MAIL」（1990年アルバム）、「明日への風」「陽炎の向こう側」「ひまわり」（1993年アルバム）、「特別な朝」（1994年アルバム）
- 加藤和樹「Higher Dream」
- 金月真美 「どんなふうにあなたを」（1998年アルバム）
- かのこん「かのこんEDテーマソング～オトコのコでしょ」
- カプリチオ・プロジェクト
  - 「Capriccio Music Library Vol.1 Capriccio Project」（2019年アルバム）
  - 「Capriccio Music Library Vol.2 Capriccio Project」（2019年アルバム）
- ザ・キングトーンズ 「WAKAYAMA」（和歌山県CMソング、1992年シングル）
- 小嶋希代子 「1/100でもI LOVE YOU」（1997年シングル）
- 五島良子「OPEN UP」
- 冴咲賢一「Memories of the future 〜 未来の想い出」（2012年アルバム）
- ジジ・リョン（Gigi Leung） 「BLUE MOON」「好時辰」「世界萬歳」（2000年アルバム）
- しまじろう 「夢・夢Doing」「願いを込めて･･･」「ファイト!」「サンバでチャチャチャ」「ZETTAI」（1994年アルバム）
- 嶋大輔「ジェームス・ディーンのように」「無邪気な天使」「男は道化師さ」「プラトニックラブ」
- 少年隊 「Believe」（1990年アルバム）
- 高井萌 「call me, call me」（2001年アルバム）
- 田原俊彦&研ナオコ「恋すれどシャナナ」
- 寺尾友美 「明日の私に」（1991年アルバム）
- Trade Love 「真夏のsymphony」（1995年シングル）
- 中山美穂 「ANGEL SOUL」「小さな太陽-CARROT RED」「YEAH」（1997年アルバム）、「MISS YOU」（1998年シングル）「コワレタライム」（1998年アルバム）
- 南風まろん 「TEENAGE DREAM」（1990年アルバム）
- 羽賀研二「東京・恋物語」
- ハナエリカ（明智ハナエリカ） 「とびきりの笑顔」（NHK『サンデースポーツ』エンディングテーマソング、1998年シングル『明智ハナエリカ』名義）、「フリーダ」（2004年シングル）
- 久川綾 「手紙を書こう」（1998年アルバム）
- 日髙のり子 「Be Natural」「My Dear」（1994年アルバム）
- Boy's Beat「Summer Beat」
- みんなの広場だ!わんパーク 「ダンス・ダンスわんパーク」（2000年アルバム）
- 森川美穂 「Slow Love」（2016年アルバム）、「もう一度のさよなら」（1994年アルバム）、「99Generation」（サンジョルディの日 イメージソング）「DOMINO」（1996年シングル）、「I CAN LOVE」（1996年アルバム）
- 柳原愛子 「遠く消えてゆく･･･」（1994年アルバム）
- largo 「keep the line」（2000年シングル）、「あるがままに…」（2001年シングル）、「I will」「孤独なライオンキング」「花畑」「a bird」「CANOC」（2001年アルバム）
- 梨花 「ふたりの森へ帰りたい」（1993年シングル）
- PS2 そしてこの宇宙にきらめく君の詩 ××× 「Everlasting」「鼓動」「君の詩」
- 御前崎市「御前崎市歌～わがまち御前崎（ダンス・バージョン）」
- 2009年トキめき新潟国体・トキめき新潟大会イメージソング 「ガムシャラな風になれ」

### 映画
- 2016年「JUNK (短編映画)」（監督：大塚祐吉・主演：宮川浩明）
- ヤマハ発動機「Our Future, Your Smile」（企業PR）
- 「東京ファンタジア」（アニメ短編）

### テレビ
- 2018年テレビ東京系「しまじろうのわお!」（音楽：カプリチオ・プロジェクト）『しましまとらのしまじろう』
- NHK教育『みんなの広場だ!わんパーク』『おかあさんといっしょ』
- 日本テレビ『ガリレオの遺伝子』
- TBS『日立 世界ふしぎ発見!』（編曲）『金曜日のスマたちへ～波乱万丈スペシャル』
- テレビ朝日『NANDA?』『イヴのすべて』『TVのチカラ』『GET SPORTS』
- 朝日放送『ゴール～アスリートの夢』『熱闘甲子園』
- 東京MXテレビ、テレビ大阪系テレビアニメ『北斗の拳』「ラオウ外伝 天の覇王」
- 配信アニメ『DD北斗の拳』『Cyber Blue』
- 日本水泳連盟公式アンセム『水夢』

### テレビコマーシャル
- アクティオ
- 朝日麦酒「スーパーモルト」
- アデランス
- イトーヨーカドー
- NTT-ME関西
- 大阪信用金庫
- 花王「ファミリーフレッシュ」「アタックシート」「エマール」「レンシャル」「ハミング」「ハミング1/3」「モア」
- 神奈川美容外科クリニック
- カネボウガム「ビタワン」
- 看護協会
- 北の誉
- 協和発酵「サントネージュワイン」
- キリンビバレッジ
- ケロッグ
- ケンタッキーフライドチキン
- コマツ
- サラヤ「やしの実洗剤」
- サントリー美術館
- JR東海「セントラルタワー」
- 資生堂「アスプリール」
- 昭和シェル石油
- ダイエー
- 大正製薬「リポビタンD」
- ダイドードリンコ「Mコーヒー」
- 宝酒造焼酎
- 東芝
- 東北電力
- ナショナル「パルック」
- 日産「日産デー」
- 日清紡
- 日本水泳連盟公式アンセムCD「水夢～Go for VICTORY～」（KAZSIN）
- 日本ネスレ「Nescafe（Open Up）」
- 日本マクドナルド「月見バーガー」「バリューセット」「てりたまバーガー」
- パナソニック「企業編」「人編」「シドニーオリンピック」
- ふじっ子
- プリマハム
- ホーユー
- ホクレン
- 北海道電力
- 北國銀行
- ほのぼのレイク
- 本田技研工業「フィット」「ティーザー」「キャパ」
- 味覚糖「かくまろ」
- 美津濃
- 三菱鉛筆UNI
- 明治製菓「マクビボール」
- 明治乳業「スーパーカップ」
- モービル石油
- ラグーナ
- リケン「スーパードレッシング」「いろどり野菜スープ」
- ロッテ「ファンダンショコラ」

### DVD
- アミューズソフト『山古志村のマリと三匹の子犬』